# Rosemary Popa
Pour les articles homonymes, voir Popa.
Rosemary Popa, née le 30 décembre 1991 à Melbourne (Australie), est une rameuse australienne. Elle est sacrée championne olympique du quatre sans barreur féminin aux Jeux olympiques d'été de 2020.

## Jeunesse
Elle est la fille de Susan Chapman et Ion Popa, médaillés de bronze en aviron aux Jeux olympiques d'été de 1984.
Elle fait ses études de sociologie à l'Université de Californie à Berkeley.

## Carrière
Rosemary Popa commence sa carrière en junior en concourant pour les États-Unis mais décide de concourir pour l'Australie à partir de 2015.
Elle remporte le titre olympique en quatre sans barreur aux Jeux olympiques d'été de 2020 avec ses compatriotes Lucy Stephan, Jessica Morrison et Annabelle McIntyre.

## Palmarès

### Jeux olympiques
- médaille d'or du quatre sans barreur aux Jeux olympiques d'été de 2020 à Tokyo

### Championnats du monde
- médaille d'argent du huit aux Championnats du monde 2019 à Linz
- médaille de bronze du huit aux Championnats du monde 2018 à Plovdiv